# 天火明命
天火明命（あめのほあかりのみこと）は、日本神話に登場する神。『新撰姓氏録』による分類では「神別」の「天孫」。

## 呼び名
天火明命の別名は次の通り。
- 天照国照彦天火明櫛玉饒速日尊（あまてるくにてるひこあめのほあかりくしたまにぎはやひのみこと、『先代旧事本紀』）
- 天照国照彦天火明櫛玉饒速日命（あまてるくにてるひこあめのほあかりくしたまにぎはやひのみこと、真清田神社由緒記）
- 天照国照彦天火明尊（あまてるくにてるひこあめのほあかりのみこと）
- 天照国照彦火明命（あまてるくにてるひこほあかりのみこと、『日本書紀』、真清田神社由緒記）
- 天火明命（あめのほあかりのみこと、『古事記』、真清田神社由緒記）
- 彦火明命
- 火明命（ほあかりのみこと、『日本書紀』）
- 膽杵磯丹杵穂命（いきしにほのみこと）
- 天照御魂神（あまてるみたまのかみ、『神社志料』）

## 系譜
『古事記』および『日本書紀』の第六・第八の一書によれば、天火明命は天忍穂耳命と高木神の娘の万幡豊秋津師比売命との間に生まれた子とし、天火明命が兄で、邇邇芸命は弟とされる。一方、『日本書紀』の本文および第二・第三・第五・第七の一書では、天火明命は邇邇芸命の子とする。
『先代旧事本紀』は、天火明命は穂積臣や物部連の祖の饒速日命の別名であり、饒速日命と同一神と記す。このことについて、世代関係や活動地域から疑問が大きいとする説もある。
一方、『播磨国風土記』では大汝命と弩都比売との子とする。

## 後裔氏族
『新撰姓氏録』では、天津彦根命・天穂日命・天道根命などの子孫と合わせて、天火明命の子孫を「天孫」と称している。天孫系は高天原から尾張国や丹波国にも移り、尾張氏・津守氏・海部氏・丹波氏など多くの氏族の祖神とされ、『海部氏系図』（あまべしけいず）にも始祖としてその名が記されている。
穂積氏・物部氏の祖である饒速日命と同一ともいわれる。ただし、饒速日命と天火明命の同一を否定し、また、饒速日命を邇邇芸命の兄とするのは両者を連結するための創作・強弁であるとする研究もある。また『姓氏録』では天火明命の子孫は「天孫」とする一方、饒速日命の子孫は「天神」と区別している。

### 襷多治比氏
『新撰姓氏録』によれば、火明命の11世孫の殿諸足尼命の末裔の兄男庶は女のような心の持ち主であったため、襷を賜り御膳部に任命され、襷多治比氏の祖となり、その弟の弟男庶は勇健な心の持ち主で、その力は一騎当千であったため、靱を賜い、四十千健彦を名乗り、靱負を姓としたという。

## 字義
名前の「天照国照」「火明」からわかるように太陽光や熱の神格化である。また、『古事記伝』では「ホアカリ」は「穂赤熟」で、稲穂が熟して赤らむ意味としており、天皇に繋る他の神と同様、稲に関係のある名前でもあり、太陽神・農業神として信仰されている。このようなことから天穂日命の系譜、つまり天津神系の出雲神を源流としていることが窺える。
「天照」の名があるが「天照大神」とは別の神である。元伊勢の籠神社では、主祭神を「天照国照彦火明命」とし、相殿神に「天照大神」としてそれぞれ別の神としている。

## 主な神社
- 籠神社（京都府宮津市） - 「彦火明命」として祀られる。その子孫とされる海部氏が、古代から現在まで宮司を世襲している。
- 真清田神社真清田神社（愛知県一宮市）

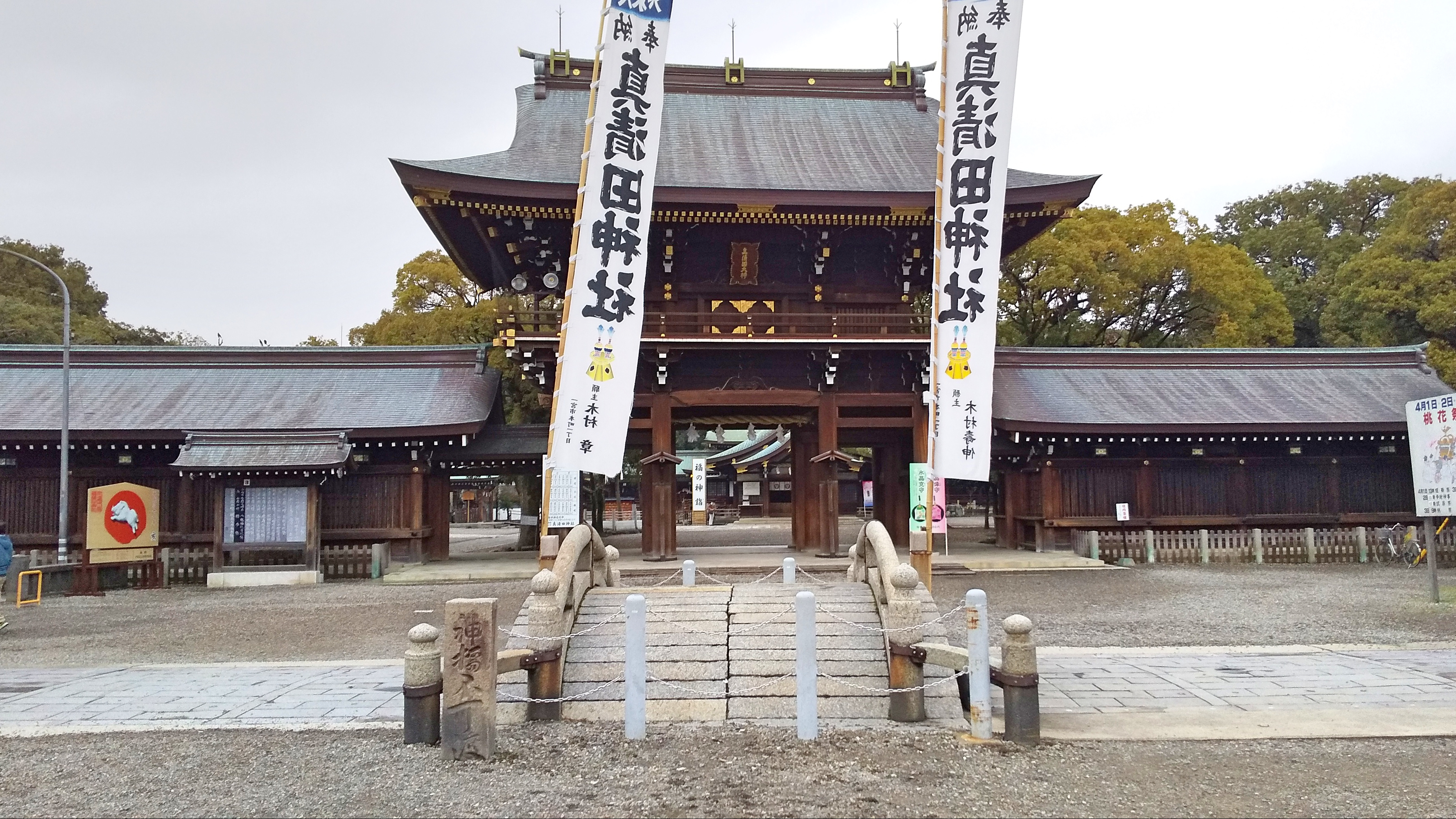
真清田神社

- 他田坐天照御魂神社（奈良県桜井市）「特選神名牒」による
- 住吉大社（大阪市住吉区） - 住吉三神を祀る。住吉大社を創建した田蓑宿禰は天忍人命を始祖とする尾張氏の一族であり、その子孫が住吉大社の歴代宮司家としての津守氏である。
- 尾張戸神社（愛知県名古屋市守山区・瀬戸市） - 古来より霊山として信仰を集めて来た東谷山と呼ばれる山頂に鎮座し、日本武尊の妃宮簀媛命が尾張氏の始祖を祀るため、第13代成務天皇5年に勧請して創建されたと言われる。
- 七夕神社（福岡県小郡市） - 母神、祖父神とともに祭られている。
- その他全国の天照御魂神社は天火明命を祀るところが多い。